# 奥本保昭
奥本 保昭（おくもと やすあき、1960年 - ）は、京都府出身の元アマチュア野球選手、監督である。ポジションは外野手。

## 来歴・人物
小学生の時に野球を始める。桃山高等学校では、外野手としてプレーし、1978年の京都大会でサイクル安打を放ったが、甲子園への出場を果たすことができなかった。
その後は、大阪体育大学に進学し、南宇治中学校で体育教師として勤務。1986年から新規開校の京都成章高等学校の監督を2006年までに務め、1995年の夏の甲子園で初出場を果たし、1998年の夏の甲子園で準優勝を果たした。
2008年から2019年までに塔南高等学校の監督を務め、現在は花園大学のコーチを務めている。
2021年に育成功労賞を授賞した。